# Lesches (Dichter)
Lesches (altgriechisch Λέσχης Léschēs, bei Pausanias als Λέσχεως Léscheōs überliefert) war laut antiker Überlieferung ein früher epischer Dichter. Sein Name wird erstmals von dem Aristotelesschüler Phainias von Eresos im 4. Jahrhundert v. Chr. erwähnt. Demnach stammte er aus Pyrrha auf Lesbos, lebte vor dem ebenfalls lesbischen Dichter Terpandros und gewann in einem Dichterwettstreit gegen Arktinos von Milet. Laut Plutarch war er hingegen am Wettstreit zwischen Homer und Hesiod beteiligt.
Erstmals auf den „Homerischen Bechern“ aus dem 3./2. Jahrhundert v. Chr. wird er als Verfasser der Kleinen Ilias genannt, bei Mythographen und Scholiasten begegnet sein Name in diesem Zusammenhang häufig. Pausanias kennt ihn wiederum als Autor der Iliu persis, für die meist Arktinos als Verfasser gilt. All diese antiken Zuweisungen sind umstritten und gelten als legendarisch.